# Galactia sangsterae
Galactia sangsterae là một loài thực vật có hoa trong họ Đậu. Loài này được Proctor miêu tả khoa học đầu tiên.